# Dollaro di Singapore
Il dollaro di Singapore (codice ISO 4217 SGD) è la valuta di Singapore. Normalmente è abbreviata con il simbolo di dollaro $, o alternativamente S$, per distinguerlo da altre valute con lo stesso nome. È diviso in 100 cent.

## Storia
Tra il 1845 e il 1939, Singapore usò il dollaro dello Stretto
che fu sostituito dal dollaro malese, e, dal 1953, dal dollaro della Malesia e del Borneo britannico, che era emesso dal Board of Commissioners of Currency, Malaya and British Borneo.
Singapore continuò ad usare la valuta comune fino all'unificazione con la Malaysia nel 1963 ma, due anni dopo la separazione tra Singapore e Malesia nel 1965, l'unione monetaria tra Malesia, Singapore e Brunei fu interrotta.
Dopo la crisi finanziaria delle borse asiatiche il dollaro di Singapore ha avuto rivalutazioni a suo svantaggio col dollaro statunitense, quotato 1,59 $ di Singapore. È agganciato alla pari col dollaro del Brunei.
Singapore creò il Board of Commissioners of Currency, Singapore il 7 aprile 1967
ed emise le sue prime monete e banconote.
Tuttavia il dollaro di Singapore era ancora scambiabile alla pari con il ringgit malese fino al 1973.
L'interscambiabilità con il dollaro del Brunei è ancora mantenuta. Inizialmente il dollaro era agganciato alla sterlina britannica con un cambio di $60 = £7.
Il Board of Commissioners of Currency, Singapore fu sciolto il 1º ottobre 2002 e le sue funzioni, proprietà e debiti furono trasferiti alla Monetary Authority of Singapore.

## Monete
Sono state coniate due serie di monete.
Nel 1967 fu introdotta la prima serie di monete con i valori da 1, 5, 10, 20 e 50 cent e da 1 dollaro. Eccetto per la moneta da 1 cent che era in bronzo, tutte erano coniate in cupro-nichelFirst Series. Nel 1985 fu introdotta una seconda serie di monete con gli stessi valori. Le dimensioni delle monete furono ridotte (in modo più evidente per i valori maggiori) e quella da 5 cent fu battuta in bronzalluminio. Nel 1987 le dimensioni della moneta da 1 dollaro furono ridotte ulteriormente e coniate in bronzalluminio.
La serie attuale mosta al dritto lo stemma di Singapore ed al rovescio temi floreali.
| Monete in circolazione                     | Monete in circolazione | Monete in circolazione | Monete in circolazione | Monete in circolazione  | Monete in circolazione          | Monete in circolazione                                    | Monete in circolazione          | Monete in circolazione |
| Valore                                     | Parametri tecnici      | Parametri tecnici      | Parametri tecnici      | Parametri tecnici       | Descrizione                     | Descrizione                                               | Descrizione                     | Data di emissione      |
| Valore                                     | Diametro               | Spessore               | Massa                  | Composizione            | Contorno                        | Dritto                                                    | Rovescio                        | Data di emissione      |
| ------------------------------------------ | ---------------------- | ---------------------- | ---------------------- | ----------------------- | ------------------------------- | --------------------------------------------------------- | ------------------------------- | ---------------------- |
| 1 cent                                     | 15,9 mm                | 1,1 mm                 | 1,24 g                 | zinco rivestito di rame | liscio                          | Stemma di Singapore, "Singapore" nelle 4 lingue ufficiali | Valore, Vanda Miss Joaquim      | 28 settembre 1987      |
| 5 cent                                     | 16,75 mm               | 1,22 mm                | 1,56 g                 | bronzalluminio          | zigrinato                       | Stemma di Singapore, "Singapore" nelle 4 lingue ufficiali | Valore, Monstera deliciosa      | 2 dicembre 1985        |
| 10 cent                                    | 18,5 mm                | 1,38 mm                | 2,6 g                  | cupronichel             | zigrinato                       | Stemma di Singapore, "Singapore" nelle 4 lingue ufficiali | Valore, Jasminum multiflorum    | 2 dicembre, 1985       |
| 20 cent                                    | 21,36 mm               | 1,72 mm                | 4,5 g                  | cupronichel             | zigrinato                       | Stemma di Singapore, "Singapore" nelle 4 lingue ufficiali | Valore, Calliandra surinamensis | 2 dicembre, 1985       |
| 50 cent                                    | 24,66 mm               | 2,06 mm                | 7,29 g                 | cupronichel             | zigrinato                       | Stemma di Singapore, "Singapore" nelle 4 lingue ufficiali | Valore, Allamanda Cathartica    | 2 dicembre, 1985       |
| 50 cent                                    | 24,66 mm               | 2,06 mm                | 7,29 g                 | cupronichel             | "REPUBLIC OF SINGAPORE" e leone | Stemma di Singapore, "Singapore" nelle 4 lingue ufficiali | Valore, Allamanda Cathartica    | 28 maggio 1990         |
| $1                                         | 22,40 mm               | 2,4 mm                 | 6,3 g                  | bronzalluminio          | "REPUBLIC OF SINGAPORE" e leone | Stemma di Singapore, "Singapore" nelle 4 lingue ufficiali | Valore, Lochnera rosea          | 28 settembre, 1987     |
| Per altre informazioni vedi tavole monete. |                        |                        |                        |                         |                                 |                                                           |                                 |                        |

Note:
- 6,81 milioni di monete da 1 cent erano in circolazione al 1º dicembre 2006, ma non sono più coniate dal 2003.
- 5,86 milioni di monete da 5 cent erano ancora in circolazione al 1º dicembre 2006, ma non sono più coniate.

Le monete sono coniate dalla Singapore Mint (www.singaporemint.com)

## Banconote
Sono state emesse 4 serie di banconote.
In 12 giugno 1967 fu introdotta la prima serie di banconote, nota come "serie delle orchidee", con i tagli da 1, 5, 10, 50, 100 e 1000 dollari. Le banconote da 25 e 500 dollari furono introdotte nel 1972, seguite da quella da 10.000 dollari nel 1973.
Tra il 1976 ed il 1980, fu introdotta le "serie degli uccelli", che comprese una banconota da 20 dollari introdotta nel 1979. In questa serie non c'era il taglio da 25 dollari.
La terza serie, la "serie delle navi", fu introdotta nel 1985 - 1989 con gli stessi tagli escluso quello da 20 dollari. Nel 1990 fu introdotto anche un taglio da 2 dollari.
La quarta serie, "serie dei ritratto" è stata introdotta nel 1999. La serie è caratterizzata dal ritratto di Yusof bin Ishak, che è stato il primo presidente di Singapore dal 1965 alla morte nel 1970.
| 4ª serie - "serie dei ritratto" (1999 - )                              | 4ª serie - "serie dei ritratto" (1999 - ) | 4ª serie - "serie dei ritratto" (1999 - ) | 4ª serie - "serie dei ritratto" (1999 - ) | 4ª serie - "serie dei ritratto" (1999 - )             | 4ª serie - "serie dei ritratto" (1999 - ) | 4ª serie - "serie dei ritratto" (1999 - ) | 4ª serie - "serie dei ritratto" (1999 - ) | 4ª serie - "serie dei ritratto" (1999 - ) |
| Immagine                                                               | Valore                                    | Dimensioni                                | Colore principale                         | Descrizione                                           | Descrizione                               | Descrizione                               | Data di emissione                         | Materiale                                 |
| Immagine                                                               | Valore                                    | Dimensioni                                | Colore principale                         | Fronte                                                | Verso                                     | Filigrana                                 | Data di emissione                         | Materiale                                 |
| ---------------------------------------------------------------------- | ----------------------------------------- | ----------------------------------------- | ----------------------------------------- | ----------------------------------------------------- | ----------------------------------------- | ----------------------------------------- | ----------------------------------------- | ----------------------------------------- |
|                                                                        | $2                                        | 126 × 63 mm                               | viola                                     | Yusof bin Ishak, Cypraea moneta ("conchiglia-moneta") | Educazione                                | Yusof bin Ishak                           | 9 settembre 1999                          | Carta                                     |
| 12 gennaio 2006                                                        | $2                                        | 126 × 63 mm                               | viola                                     | Yusof bin Ishak, Cypraea moneta ("conchiglia-moneta") | Educazione                                | Yusof bin Ishak                           | Polimero                                  |                                           |
|                                                                        | $5                                        | 133 × 66 mm                               | verde                                     | Yusof bin Ishak, Cypraea annulus                      | Garden City                               | Yusof bin Ishak                           | 9 settembre, 1999                         | Carta                                     |
| 18 maggio 2007                                                         | $5                                        | 133 × 66 mm                               | verde                                     | Yusof bin Ishak, Cypraea annulus                      | Garden City                               | Yusof bin Ishak                           | Polimero                                  |                                           |
|                                                                        | $10                                       | 141 × 69 mm                               | rosso                                     | Yusof bin Ishak, Cypraea errones                      | Sport                                     | Yusof bin Ishak                           | 9 settembre, 1999                         | Carta                                     |
| 4 maggio 2004                                                          | $10                                       | 141 × 69 mm                               | rosso                                     | Yusof bin Ishak, Cypraea errones                      | Sport                                     | Yusof bin Ishak                           | Polymer                                   |                                           |
|                                                                        | $50                                       | 156 × 74 mm                               | blu                                       | Yusof bin Ishak, Cypraea cylindrica                   | Arte                                      | Yusof bin Ishak                           | 9 settembre, 1999                         | Carta                                     |
|                                                                        | $100                                      | 162 × 77 mm                               | arancione                                 | Yusof bin Ishak, Cypraea hirundo                      | Gioventù                                  | Yusof bin Ishak                           | 9 settembre, 1999                         | Carta                                     |
|                                                                        | $1000                                     | 170 × 83 mm                               | viola                                     | Yusof bin Ishak, Cypraea pulchella Swainson           | Governo                                   | Yusof bin Ishak                           | 9 settembre, 1999                         | Carta                                     |
|                                                                        | $10.000                                   | 180 × 90 mm                               | oro                                       | Yusof bin Ishak, Cypraea onyx                         | Economia                                  | Yusof bin Ishak                           | 9 settembre, 1999                         | Carta                                     |
| Per altre informazioni vedi tabella con le specifiche delle banconote. |                                           |                                           |                                           |                                                       |                                           |                                           |                                           |                                           |

La serie attuale "del ritratto" è stata introdotta nel 1999, senza i valori da 1 e 500 dollari. Queste banconote mostrano il ritratto di Yusof bin Ishak, il primo presidente della Repubblica di Singapore, a fronte, ed al verso una rappresentazione delle virtù civiche. Esistono in circolazione sia banconote di carta che in polimeri. I disegni delle banconote in polimeri sono molto simili ai corrispondenti biglietti di carta eccetto una maggior scivolosità al tatto e il disegno di una piccola finestra trasparente nell'angolo della banconota. Le banconote in polimeri stanno progressivamente sostituendo quelle di carta.
Il 27 giugno 2007, per commemorare i 40 anni dell'accordo monetario con il Brunei, è stata emessa la banconota da $20; il verso è identico a quello della banconota da $20 del Brunei emessa contemporaneamente. Nel luglio 2017 sono state emesse due banconote da 50 $ di colore oro e sostanzialmente quasi identiche, una da Singapore e l'altra dal Brunei, per commemorare i 50 anni dell'accordo di interscambiabilità alla pari delle due valute nazionali.